# Pyrrhalta medvedevi
Pyrrhalta medvedevi là một loài bọ cánh cứng trong họ Chrysomelidae. Loài này được Sprecher-Uebersax & Zoia miêu tả khoa học năm 2002.